# Rickardsville
Rickardsville est une ville du comté de Dubuque, en Iowa, aux États-Unis. Elle est incorporée le 17 novembre 1964.

## Source de la traduction
- (en) Cet article est partiellement ou en totalité issu de l’article de Wikipédia en anglais intitulé « Rickardsville, Iowa » (voir la liste des auteurs).